# Ињацио Ла Руса
Ињацио Бенито Марија Ла Руса (итал. Ignazio Benito Maria La Russa; Патерно, 18. јул 1947) је италијански политичар и актуелни председник Сената Републике Италије од 13. октобра 2022. године. Један је од оснивача крајње десничарске странке Браћа Италије.
Од 1992. до 2018. године био је посланик у Дома посланика Републике Италије, док је од 2018. године посланик у Сенату Републике Италије. Био је министар одбране Италије током владе Силвија Берлусконија од 2008. до 2011. године.
Његов отац био је секретар Националне фашистичке странке у Патерну.

## Политички ставови и контроверзе
Иако је оптуживан да је профашистички политичар, Ла Руса себе сматра за конзервативца. Током телевизијске дебате 15. септембра, недељу дана пре општих избора у Италији 2022, Ла Руса је изјавио „сви смо ми наследници Дучеа“. У својој кући у Милану, Ла Руса скупља статуе и сувенире Бенита Мусолинија и његовог фашистичког покрета, као и фотографије и слике о италијанским колонијалним кампањама.